# 童世平
童世平（どう せいへい、トン・シーピン、1947年7月 - ）は、中華人民共和国解放軍の軍人、海軍上将。

## 概要
1947年7月生まれ。中国語版wikipediaには上海市生まれ。百度百科には広東省湛江市生まれ。互动百科には「広東省湛江市生れ、一説には上海生まれ」とある。総政治部副主任、海軍上将（大将）。

## 来歴
- 1947年生まれ
- 1966年 上海控江中学卒業
- 1966年 中国共産党入党
- 1968年 中国解放軍海軍に入隊
- 1986年 海軍本部
- 1998年 海軍少将
- 2004年 海軍中将
- 2007年9月 国防大学政治委員
- 2009年12月 総政治部副主任
- 2010年 海軍上将

## 著作
- 从哲学高度把握科学发展观蕴含的世界观方法论 童世平 2009年07月13日《人民日报》
- 忠实履行培养高级军事人才神圣使命 王喜斌、童世平 2007年12月《求是》